# Mosquée Hammam El Rmimi

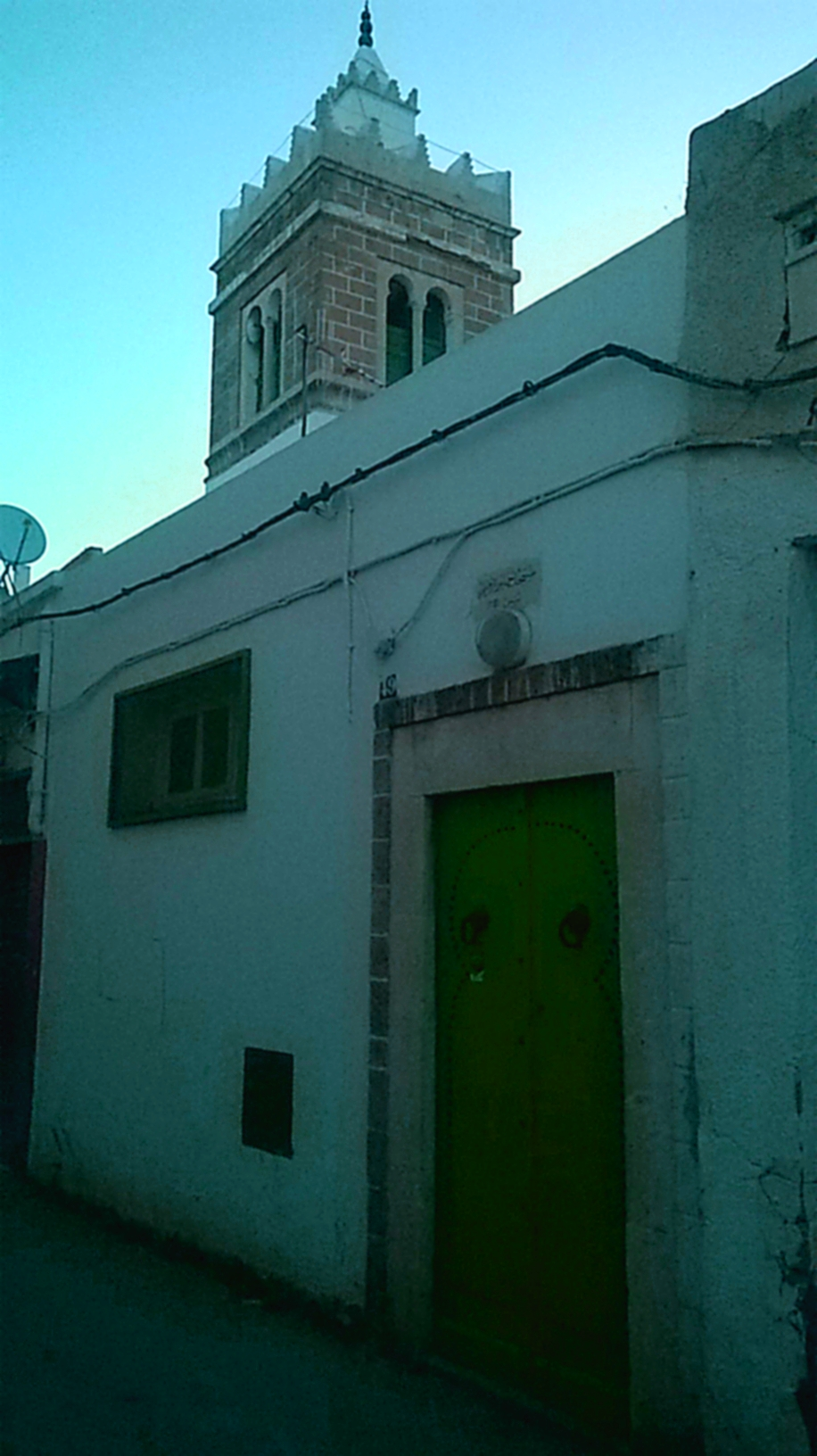
Vue de la mosquée Hammam El Rmimi

La mosquée Hammam El Rmimi (arabe : مسجد حمام الرميمى) est une mosquée tunisienne située dans le quartier de Halfaouine, au niveau du faubourg nord de la médina de Tunis.

## Localisation
Elle se trouve sur la rue Hammam El Rmimi, entre deux portes de la médina : Bab Souika et Bab El Khadra.

## Étymologie
Elle tire son nom d'un hammam situé à proximité, fondé en 1245 par Mohamed Remimi (arabe : محمد الرميمى) venu d'Almería pendant l'époque hafside.

## Histoire
Elle est construite en 1781 sous le règne des Husseinites, comme indiqué sur la plaque commémorative.
Le minaret rectangulaire est réalisé en briques.

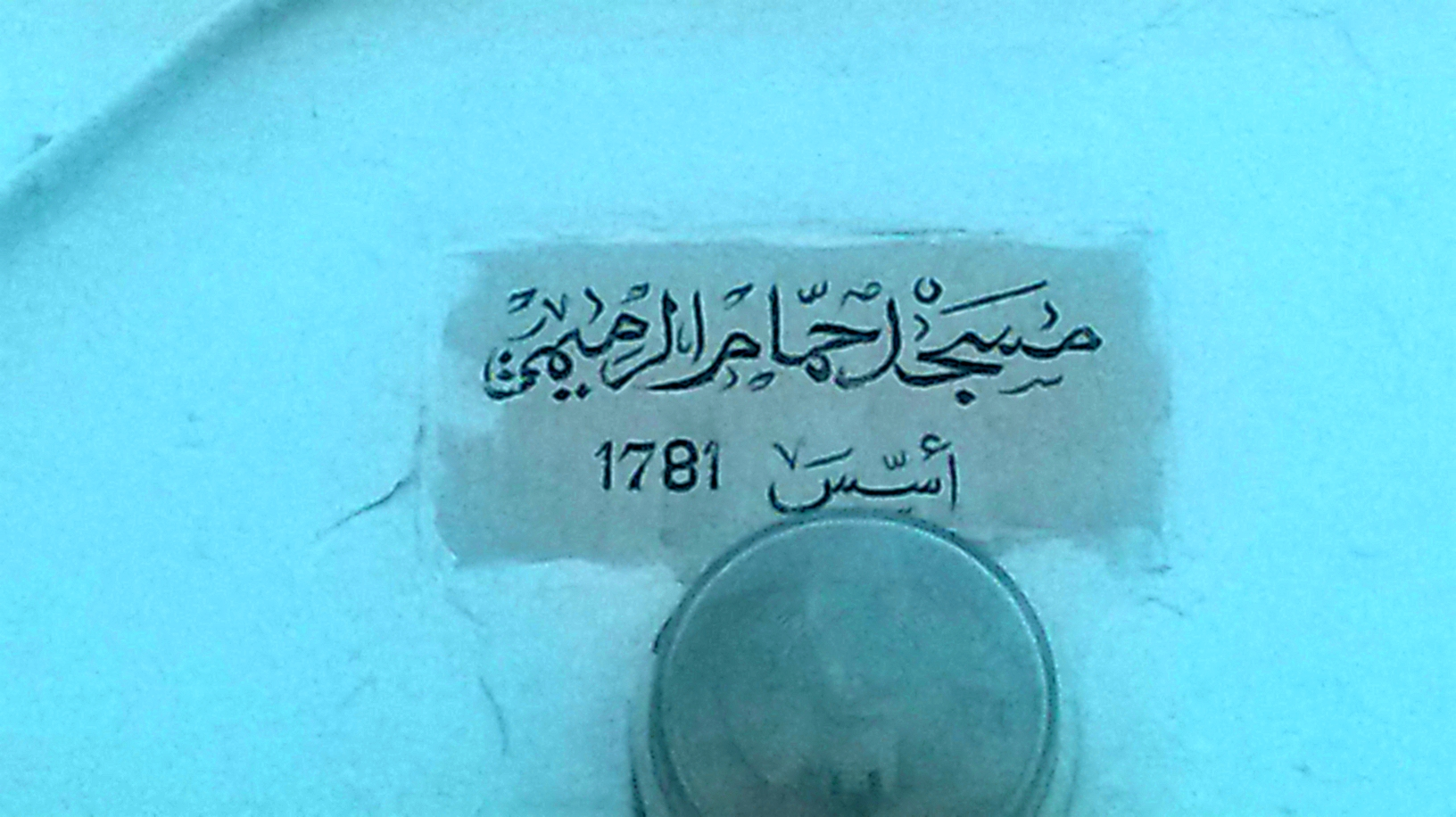
Plaque commémorative de la mosquée
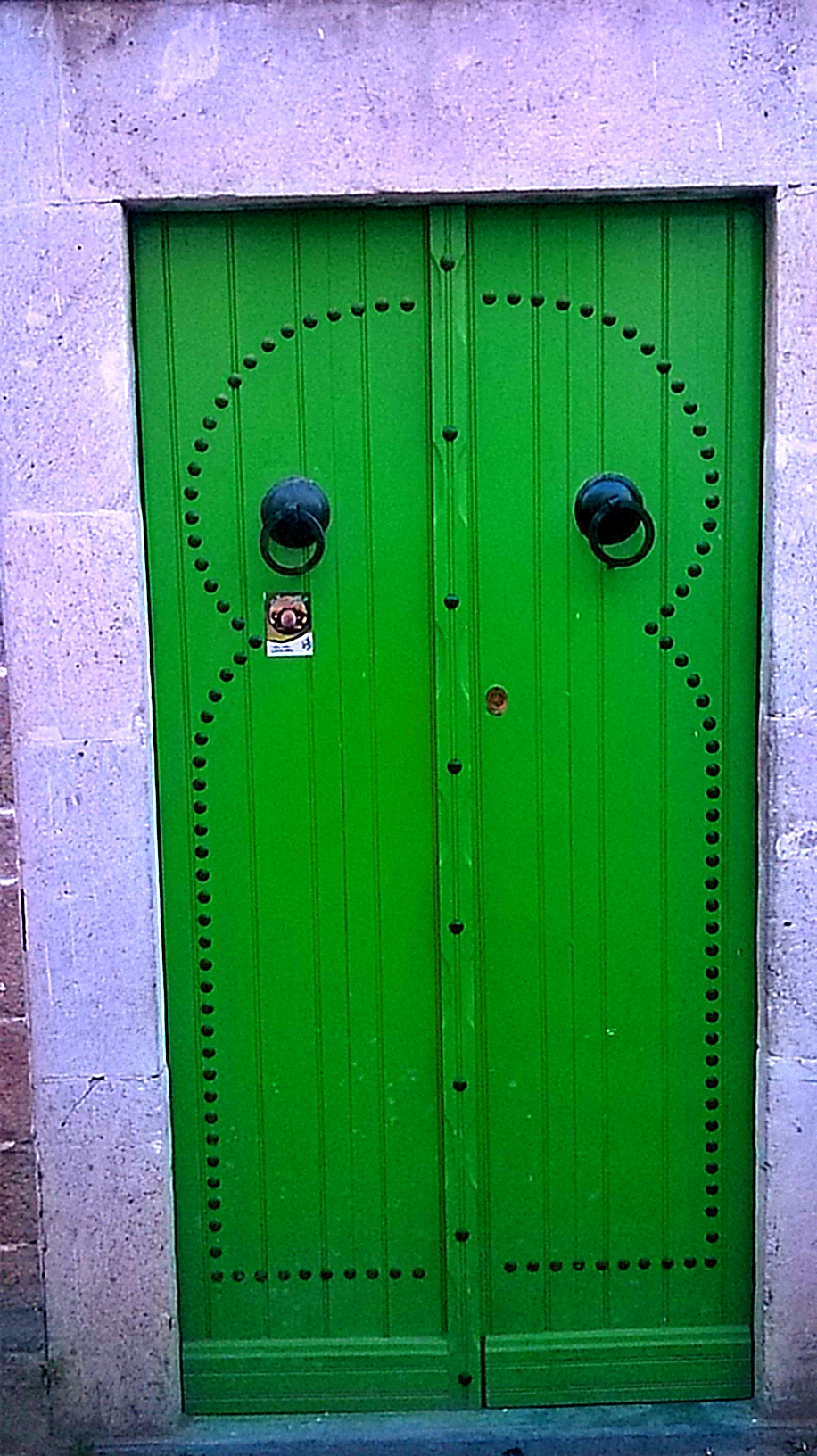
Porte d'entrée
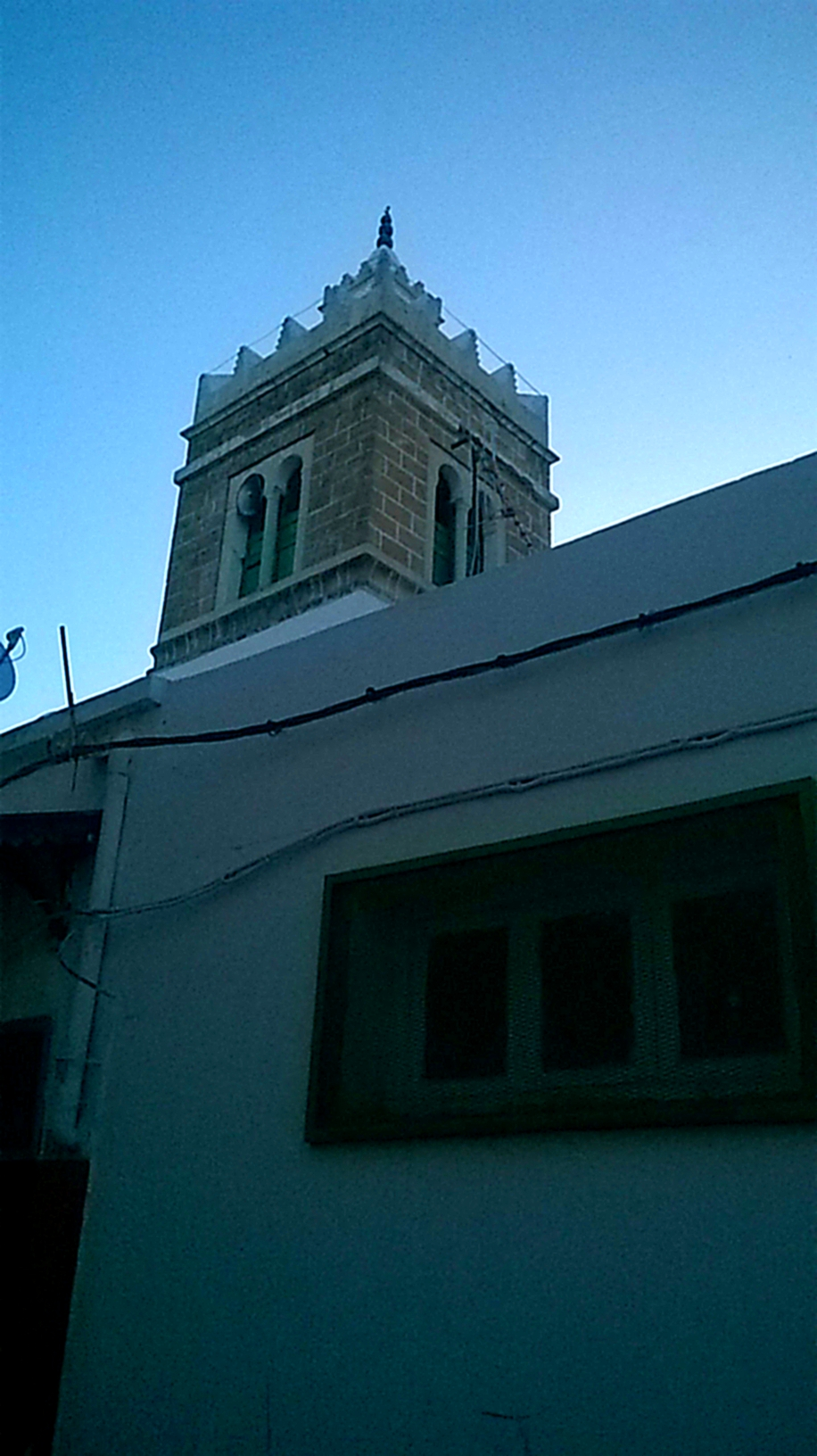
Minaret de la mosquée